# Novopokrovka, Berezivka
Novopokrovka (în ucraineană Новопокровка) este un sat în comuna Mîkolaiivka din raionul Berezivka, regiunea Odesa, Ucraina.

## Demografie
Componența lingvistică a localității Novopokrovka
     Ucraineană (96,26%)
     Rusă (2,8%)
     Alte limbi (0,93%)
Conform recensământului din 2001, majoritatea populației localității Novopokrovka era vorbitoare de ucraineană (96,26%), existând în minoritate și vorbitori de rusă (2,8%).